# Palpita vitiensis
Palpita vitiensis es una especie de polillas perteneciente a la familia Crambidae descrita por John Clayton en 2008.
Se encuentra en Fiyi.